# 알렉산드르 그레차니노프

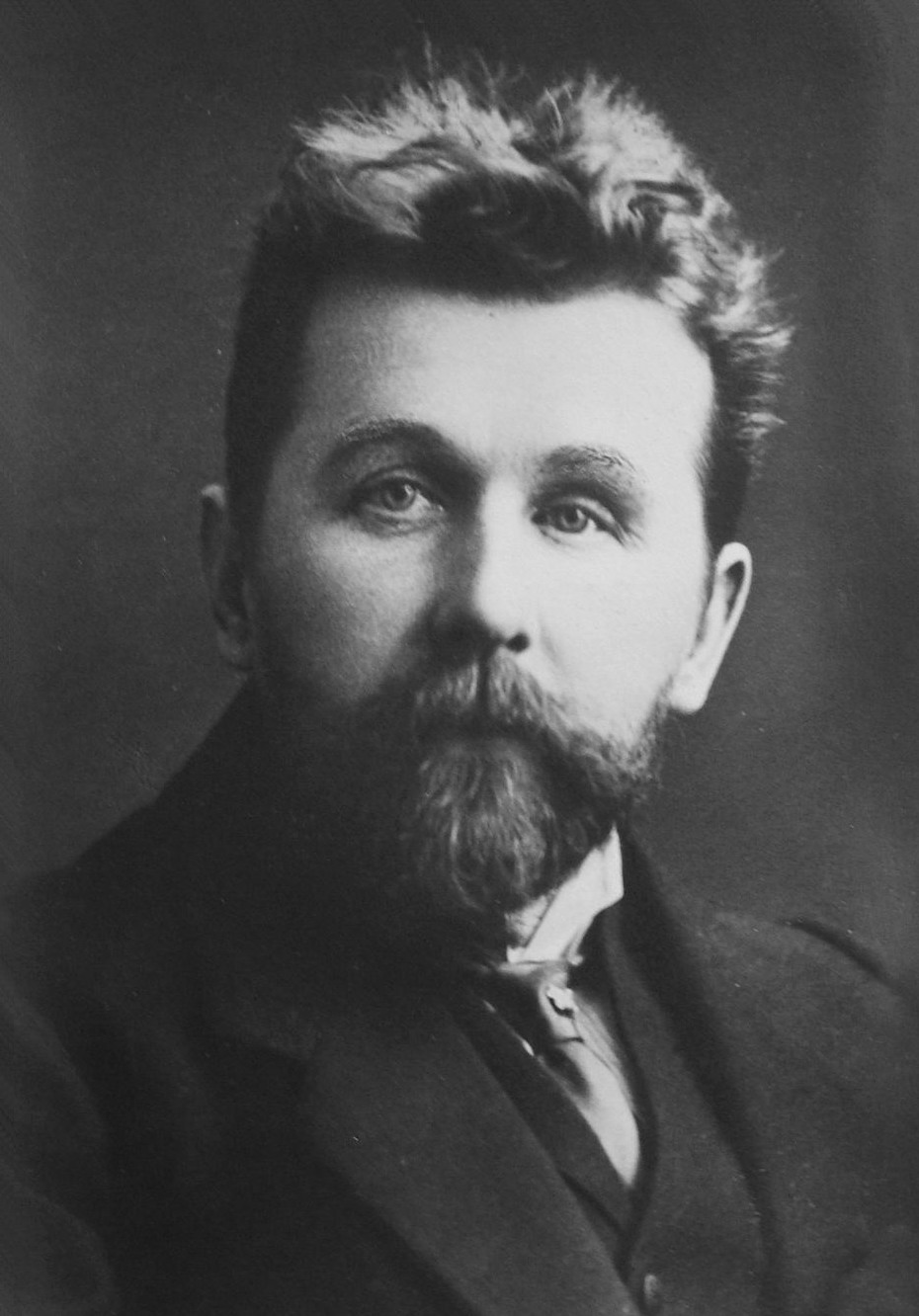
알렉산드르 그레차니노프 (1905년부터 1910년 사이에 촬영)

알렉산드르 티호노비치 그레차니노프(러시아어: Александр Тихонович Гречанинов, 1864년 10월 25일(율리우스력 10월 13일) ~ 1956년 1월 3일)는 러시아의 작곡가이다.

## 생애
그레차니노프는 1864년에 러시아 칼루가에서 태어났다. 사업가였던 그의 아버지는 자신의 아들이 가족이 소유했던 회사를 인수할 것으로 예상했다. 이 때문에 그레차니노프는 음악 공부를 다소 늦게 시작했고 14세가 될 때까지 피아노를 연주하지 못했다.
그레차니노프는 1881년에 모스크바 음악원에서 아버지의 뜻에 반하여 음악을 공부하기 시작했다. 그의 대표적인 스승으로는 세르게이 타네예프, 안톤 아렌스키가 있었다. 하지만 1880년대 후반에 아렌스키와 다툰 이후에 상트페테르부르크로 이주하게 된다. 그레차니노프는 1893년까지 니콜라이 림스키코르사코프와 함께 작곡과 관현악을 공부했다. 림스키코르사코프는 즉시 그레차니노프의 비범한 음악적 상상력과 재능을 인정했고 그에게 상당한 재정적 도움뿐만 아니라 많은 여분의 시간을 주었다. 이것은 부모가 그를 지지하지 않았던 그 청년이 살아남을 수 있게 해주었다. 이 과정에서 중요한 우정이 생겨났는데 1908년 림스키코르사코프가 죽으면서 끝나게 된다. 이렇듯 상을 받은 작곡가인 현악 4중주 1번과 같은 그레차니노프의 초기 작품에서 림스키코르사코프의 영향을 들을 수 있다는 것은 놀라운 일이 아니다.
그레차니노프는 1896년경에 모스크바로 돌아와서 극장, 오페라, 러시아 정교회 등에서 음악 작품을 작곡했다. 그의 작품들, 특히 성악을 위한 작품들은 러시아 내에서 상당한 성공을 거두었고 그의 악기 작품들은 훨씬 더 큰 찬사를 받았다. 그레차니노프는 1910년까지 차르로부터 연금을 받을 정도로 뛰어난 작곡가로 여겨졌다.
그레차니노프는 러시아 혁명 이후에 몇 년 동안 러시아에 머물렀지만 1925년에 프랑스로 이민을 가게 된다. 그레차니노프는 나중에 미국으로 이주하면서 미국 시민권을 취득했다. 그레차니노프는 1956년에 미국 뉴욕에서 향년 91세를 일기로 사망했다. 그의 유해는 뉴저지주 오션군 잭슨 타운십에 위치한 러시아인 공동체인 로바팜스의 교회 밖에 안장되었다.

## 음악
그레차니노프는 5편의 교향곡을 작곡했는데 1번째 교향곡은 림스키코르사코프에 의해 초연되었다. 그 외에 현악 4중주 악곡 4편, 피아노 3중주 악곡 2편, 바이올린, 첼로, 클라리넷, 피아노, 발랄라이카를 위한 소나타, 여러 오페라를 작곡했다. 또한 샤를 보들레르의 시집 《악의 꽃》을 기반으로 한 연가곡을 비롯한 여러 음악들을 작곡했다.
그레차니노프의 초기 음악 작품은 블라디미르 레비코프와 마찬가지로 러시아의 음악사에서 주로 과도기적인 것이었다. 그의 후기 음악 작품은 이고리 스트라빈스키, 세르게이 프로코피예프에게도 영향을 미친 일부 흐름의 영향을 받았다. 1940년대에 제작된 미완성 교향곡 6번을 위한 원고가 존재한다. 그레차니노프는 또한 많은 작은 규모의 피아노 곡들을 작곡했다. 그레차니노프의 원고 대부분은 뉴욕 공연 예술 도서관 음악부에 소장되어 있다.

## 주요 작품

### 관현악
- 교향곡 5편 (1894년, 1908년, 1923년, 1927년, 1936년)
- 《첼로 협주곡》 Op. 8 (1895년)
- 《바이올린 협주곡》 Op. 132 (1932년)
- 《플루트와 현악 오케스트라와 하프를 위한 협주곡》 Op. 159 (1938년)

### 성악
- 다수의 오페라 작품
- 연가곡 《악의 꽃》 Op. 48
- 《승리를 향하여》 (1943년)

### 전례 성악
- 《수난의 7일》 Op. 58 (1911년)
- 《철야 기도》 Op. 59 (1912년)
- 《국내 전례》 Op. 79 (1917년)
- 《교회 일치 미사》 Op. 142 (1936년)
- 《축일 미사》 Op. 154 (1937년)
- 《성령의 미사》 Op. 169 (1940년)
- 《요하네스 크리소스토모스 전례》 (1943년)

### 실내 음악
- 현악 4중주 악곡 4편 (1893년, 1914년, 1916년, 1929년)
- 피아노 3중주 악곡 2편 (1906년, 1931년)
- 피아노 소나타 2편 (1931년, 1942년)